# Raúl Biord Castillo

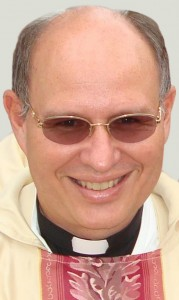
Raúl Biord Castillo

Raúl Biord Castillo SDB (* 23. Oktober 1962 in Caracas) ist ein venezolanischer römisch-katholischer Ordensgeistlicher und Erzbischof von Caracas.

## Leben
Raúl Biord Castillo trat der Ordensgemeinschaft der Salesianer Don Boscos bei und legte am 16. August 1980 die zeitliche Profess ab. Am 8. September 1989 legte er die ewige Profess ab. Biord Castillo empfing am 15. Juli 1989 durch den Präsidenten der Päpstlichen Kommission für die authentische Auslegung des Codex Iuris Canonici, Rosalio Kardinal Castillo Lara SDB, dessen Neffe er ist, das Sakrament der Priesterweihe. Er war später als Professor am Priesterseminar von Caracas tätig, dieselbe Funktion übte er auch in den Diözesen Maturín und Manaus (Brasilien) aus. Biord Castillo war zudem Ordensprovinzial der Salesianer Don Boscos für Venezuela.
Am 30. November 2013 ernannte ihn Papst Franziskus zum Bischof von La Guaira. Der Erzbischof von Tegucigalpa, Óscar Kardinal Rodríguez Maradiaga SDB, spendete ihm am 8. Februar 2014 die Bischofsweihe; Mitkonsekratoren waren der Erzbischof von Caracas, Jorge Kardinal Urosa, und der Erzbischof von Mérida, Baltazar Porras. Von 2018 bis 2022 war Biord Castillo Vizepräsident der Venezolanischen Bischofskonferenz, deren Generalsekretär er anschließend bis 2023 war.
Papst Franziskus bestellte ihn am 28. Juni 2024 zum Erzbischof von Caracas. Die Amtseinführung fand am 24. August desselben Jahres statt.